# Черни, Рудольф
Рудольф Черни (чеш. Rudolf Černý; 20 апреля 1878, Мнишек-под-Брды — 5 января 1947, Прага) — чешский флейтист и композитор.
Окончил Пражскую консерваторию (1897) по классу флейты Йозефа Кораба. Играл первую флейту во Львовской опере, затем в Киеве (1901—1902), затем в 1902—1906 гг. в оркестре Национального театра. Как солист гастролировал в США и в Италии, участвовал в различных камерных ансамблях, в том числе в Чешском нонете (1930—1936).
Автор симфонической поэмы «Судьба и смерть художника» (чеш. Malířův osud a skon), сочинений для флейты и фортепиано, гобоя и фортепиано, фагота и фортепиано, песен.
В 1902—1939 гг. профессор флейты в Пражской консерватории. Преподавал также обязательное фортепиано и игру на литаврах, в 1919 г. подготовил консерваторский учебник игры на литаврах.